# FC Viitorul Constanța
FC Viitorul Constanța var en rumänsk professionell fotbollsklubb grundad 2009. Klubben spelade i Rumäniens högsta division, Liga I.
Klubben grundades av den rumänske fotbollsikonen Gheorghe Hagi.